# Tschador

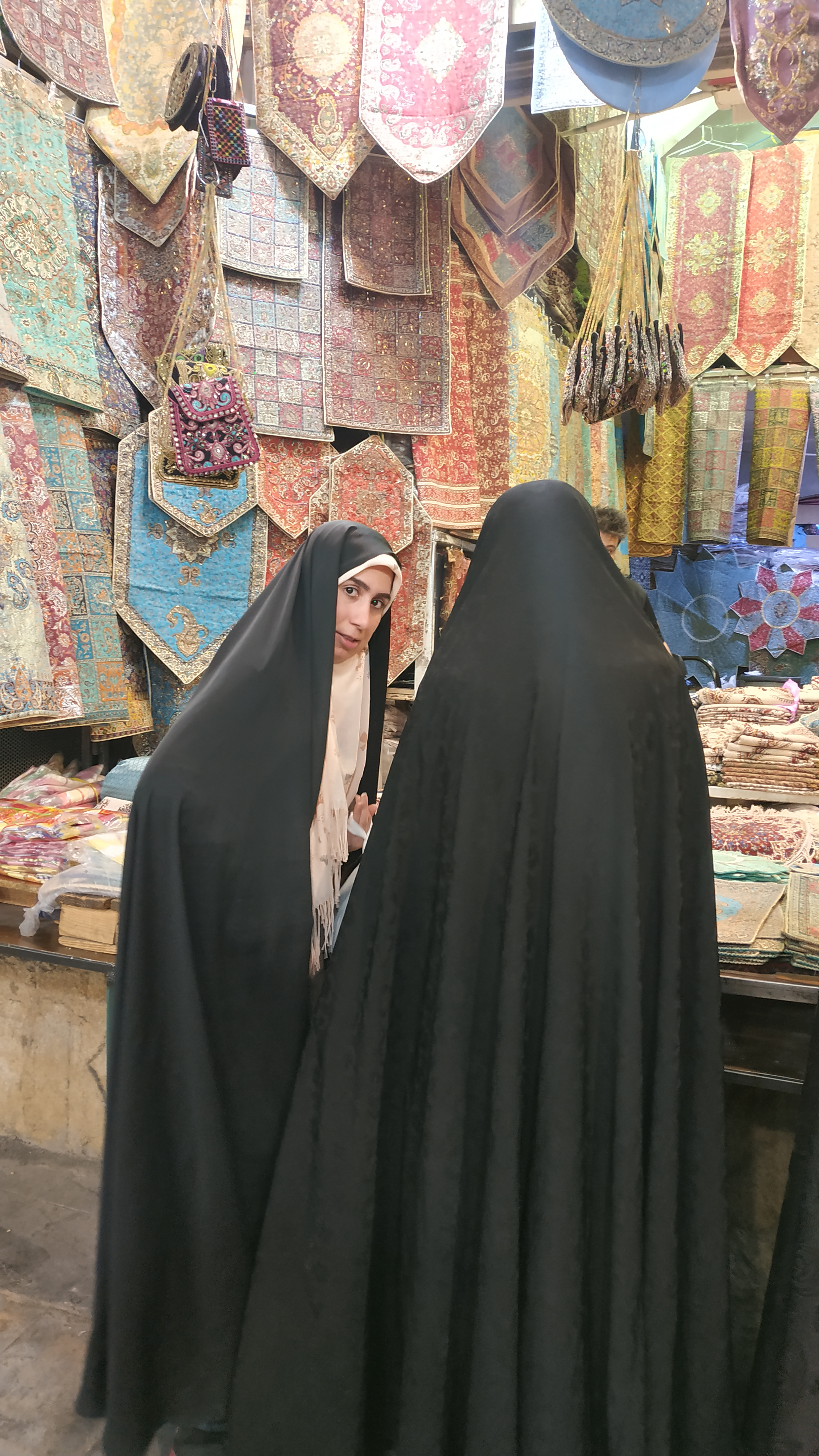
Frauen in Schiras im Tschador

Der Tschador, früher auch (georgisch) die Tschadra (persisch چادر tschādor, DMG čādor, ‚Zelt‘), ist ein großes, meist dunkles Tuch in Form eines umsäumten Halbkreises, das vor allem von Frauen in Iran als Umhang um Kopf und Körper gewunden wird und lediglich das Gesicht oder Partien des Gesichtes frei lässt. Er wird in der iranischen Öffentlichkeit über der übrigen Kleidung getragen, vorwiegend von konservativen Frauen.
Die Motive für das Tragen des Tschadors sind vielfältig und ändern sich auch mit der gesellschaftlichen und politischen Lage. Ab Dezember 1936 beispielsweise erschienen die Frau und die Tochter Reza Schah Pahlavis und die mit ihren Frauen geladenen Minister zur Einweihungsfeier der ersten Ausbildungseinrichtung für Lehrerinnen ohne Tschador in westlicher Kleidung. Zur Zeit des Schahs Mohammad Reza Pahlavi trugen Frauen in Iran den Tschador auch, um gegen den Verlust islamischer Lebensweise ein Zeichen zu setzen. Im Ersten Golfkrieg zwischen dem Irak und Iran drückte der Tschador nationale Geschlossenheit aus. Nach der Islamischen Revolution wurde die staatlich auferlegte Pflicht, eine Form von Hidschab zu tragen, zunehmend lästig und gilt nunmehr als Zeichen besonderer Glaubensstrenge. Viele Iranerinnen tragen stattdessen ein Kopftuch und einen leichten Mantel (Manto oder Abaya), der oft nur noch eine Alibifunktion hat. Insbesondere junge Frauen aus dem städtischen Milieu tragen oft Mäntel, die enger anliegen und bis knapp über die Knie reichen. Ein das Haar bedeckender Schal (Chimar) rutscht bei ihnen betont oft „zufällig“ auf die Schultern herunter.
Der Tschador ist in Iran für manche Berufszweige verpflichtend, gehört an einigen Schulen zur Schuluniform und ist üblich beim Betreten von Moscheen. Eine weitere Form des Tschadors ist der Gebetstschador. Er ist zumeist aus hellgrundigem Stoff mit dezentem Muster gefertigt und wird beim Gebet verwendet. In den 1960ern war es insbesondere in ländlichen Gebieten üblich, dass Frauen den Gebetstschador als Bedeckung über ihrer „westlichen“ Kleidung trugen und dafür weder ein Kopftuch noch den seit der Revolution vorgeschriebenen Mantel (Manto, siehe Kopftuchstreit).
Daneben gibt es eine „ultra-orthodoxe“ jüdische Splittergruppe in Israel mit rund 500 Mitgliedern, in der die Frauen Tschador-ähnliche Gewänder tragen.